# فرخنده زرشکی نقابدار
فرخنده زرشکی نقابدار (نام علمی: Ramphocelus nigrogularis) گونه‌ای پرنده از تیرهٔ گنجشک‌سانان است. این گونه در بولیوی، برزیل، کلمبیا، اکوادور، پرو و ونزوئلا یافت می‌شود. زیستگاه‌های طبیعی آن باتلاق‌های نیمه‌گرمسیری یا گرمسیری و درختچه‌زارهای نمناک نیمه‌گرمسیری یا گرمسیری است.